# Récompense diocésaine
La récompense diocésaine est une décoration non officielle, remise, en France, par l'évêque à des laïcs de son diocèse pour les récompenser d'actions méritantes. 

## Historique
Il s'agit d'un aspect méconnu de la phaléristique. En France, en 1908, dans le diocèse de Beauvais, sous l'épiscopat de Mgr Douais, apparaît le principe de remettre à un laïc une récompense diocésaine, intitulée Reconnaissance diocésaine.
Cette pratique va se généraliser dans l'ensemble des diocèses de France (et d'Afrique du Nord) jusqu'à nos jours. Ces ordres, croix et médailles, sont attribués pour récompenser les mérites des laïcs pour « longs services » et « œuvres. »
Sous forme de croix (rarement émaillée) ou de médaille circulaire, appendues à un ruban, ces récompenses diocésaines sont décernées avec un diplôme signé de l'évêque. Pouvant comporter plusieurs degrés, les insignes le plus souvent en argent et en bronze, peuvent être dorées. 
Si ces récompenses ne sont pas officielles, leurs ports dans le cadre de cérémonies religieuses (dans les édifices religieux) sont tolérés par l'État français. De même, dans un souci d'apaisement (et de respect de la législation en vigueur), les modèles de récompenses diocésaines actuellement fabriqués adoptent plus volontiers la forme de médaille de table, non pendante.
Cette pratique existe également dans les diocèses de Belgique.

## Insigne
Ruban : violet avec liseré or à chaque bord et comptant deux bandes verticales de 0,5 mm, or et blanche. 